# 이승희 (1954년)
이승희(李承熙, 본명(本名)은 이경희(李敬熙),  1954년 11월 3일 ~ 2000년 3월 10일)는 대한민국의 포크 팝 음악 싱어송라이터이다.

## 생애
포크 록 가수 이장희(李章熙)의 남동생인 그는 드라마 작가 정성주와 결혼하였다.
1978년 가수 첫 데뷔하였다. 이영재, 최성원 등과 프로젝트 앨범도 발표한 바 있다. 작곡가로서 다른 가수에게 곡도 써 주었는데 그 중에는 故 김현식(金賢植)과 故 김광석(金光石)도 있었다.
그는 예성기획 CEO로 일하다가 지병으로 인하여 결국 2000년 2월 13일을 기하여 예성기획 CEO 직위를 사직하고 투병하던 중 2000년 3월 10일 사망하였다.

## 대표작
- 문관철 《다시 처음이라오》
- 한영애 (코뿔소)

## 학력
- 서울 청량공고 졸업

## 주요 경력
- 예성기획 CEO